# Quercus cornelius-mulleri
Quercus cornelius-mulleri és una espècie de roure de la família de les fagàcies (Fagaceae) i està dins de la secció dels roures blancs. És conegut pel nom comú roure Muller, o el roure de Muller. Va ser descrit per la ciència el 1981 quan va ser separat del complex Quercus dumosa i es va comprovar que garanteix l'estatus d'espècie pròpia. S'anomenava per l'ecòleg Cornelius Herman Muller.

## Descripció
És un arbust espès perennifoli no superior a 3 metres d'alçada i està densament ramificat. Les seves branques estan enredades, de color gris, marró o groguenc, de color difús, quan estan formant noves branques escamoses, amb l'edat. Les fulles tenen una textura de cuir i gruixudes, són de dos colors: blanc i força pelut en la part inferior i de color gris clar o groc-verd i poc pelut en la part superior. La llana al revers de les fulles està formada per pèls de les fulles en forma d'estrella que es fonen en plaques microscòpiques. Les fulles són ovalades amb vores llises o dentades, i fan entre 2,5 a 3,5 centímetres de longitud. El fruit és una gla que arriba fins a 2 centímetres d'ample, cobert d'escates de color clar i cilíndrica, d'anada i va acabar la femella fins a 3 centímetres de llarg.

## Distribució i hàbitat
És natiu a Califòrnia del sud i Baixa Califòrnia, on augmenta en chaparral, masses forestals de roure, i altres hàbitats en turons i muntanyes. Es pot observar més fàcilment al Parc Nacional de Joshua Tree i a les masses forestals al llarg dels marges occidentals del Desert de Colorado al Comtat de San Diego, Califòrnia.

## Taxonomia
Quercus cornelius-mulleri va ser descrita per Nixon & K.P.Steele i publicat a Madroño 28(4): 210–218, f. 1–6, a l'any 1981.
Etimologia
Quercus: nom genèric del llatí que designava igualment al roure i a l'alzina.
cornelius-mulleri: epítet atorgat en honor de l'ecologista estatunidenc Cornelius Herman Muller.